# كلفن ماتيوس دي أوليفيرا
كلفن ماتيوس دي أوليفيرا (بالبرتغالية: Kelvin Mateus de Oliveira) هو لاعب كرة قدم برازيلي في مركز نصف الجناح، ولد في 1 يونيو 1993 في كوريتيبا في البرازيل. لعب مع نادي بارانا ونادي بالميراس ونادي بورتو ونادي ريو أفي ونادي ساو باولو.

## وصلات خارجية
- كلفن ماتيوس دي أوليفيرا على موقع رابطة كرة القدم اليابانية للمحترفين (اليابانية)
- كلفن ماتيوس دي أوليفيرا على موقع قاعدة بيانات كرة القدم.إي يو (الإنجليزية)
- كلفن ماتيوس دي أوليفيرا على موقع Soccerway.com (الإنجليزية)
- كلفن ماتيوس دي أوليفيرا على موقع عالم كرة القدم.نت (الإنجليزية)
- كلفن ماتيوس دي أوليفيرا على موقع AS.com (الإسبانية)